# Metapontumi-síkság
A Metapontumi-síkság (olaszul Metapontino) Olaszország déli részén, Basilicata régióban, Matera megyében, a Tarantói-öböl partján fekszik, az Agri, a Bradano és a Basento folyók torkolatvidékén. Északon a Lukániai-Appenninek határolják. Nevét az ókori Metapontum városáról kapta; helyén ma Metaponto falu található, mely Bernalda községhez tartozik. Metapontino egyben a tájegység elnevezése is, mely rendkívül termékeny mezőgazdasági vidék. Kb. 83 000 ember él itt.

## Községek
- Bernalda
- Colobraro
- Montalbano Jonico
- Nova Siri
- Pisticci
- Policoro
- Rotondella
- San Giorgio Lucano
- Scanzano Jonico
- Valsinni
- Tursi

Néha ide sorolják még Rocca Imperiale (Calabria régió) és Ginosa (Puglia régió) községek tengerparti síkvidéki részeit is.